# 拉沙佩勒让松
拉沙佩勒让松（法語：La Chapelle-Janson，法語發音：[la ʃapɛl ʒɑ̃sɔ̃]）是法国伊勒-维莱讷省的一个旧市镇，位于该省东北部，属于富热尔-维特雷区。2024年1月1日，拉沙佩勒让松与市镇弗勒里涅合并为新市镇拉沙佩勒-弗勒里涅，拉沙佩勒让松为新市镇行政中心。

## 地理
拉沙佩勒让松（48°20'51"N, 1°6'7"W）面积26.96 平方千米，位于法国布列塔尼大區伊勒-维莱讷省，该省份为法国西北部沿海省份，位于布列塔尼半岛东部，北濒大西洋，西接阿摩尔滨海省和莫尔比昂省，南至大西洋卢瓦尔省，西南端接曼恩-卢瓦尔省，东临马耶讷省，东北与芒什省接壤。
与拉沙佩勒让松接壤的市镇（或旧市镇、城区）包括：弗勒里涅、拉塞勒昂吕特雷、拉尔尚、拉佩勒里讷、吕特雷-栋皮埃尔、吕特雷。
拉沙佩勒让松的时区为UTC+01:00、UTC+02:00（夏令时）。

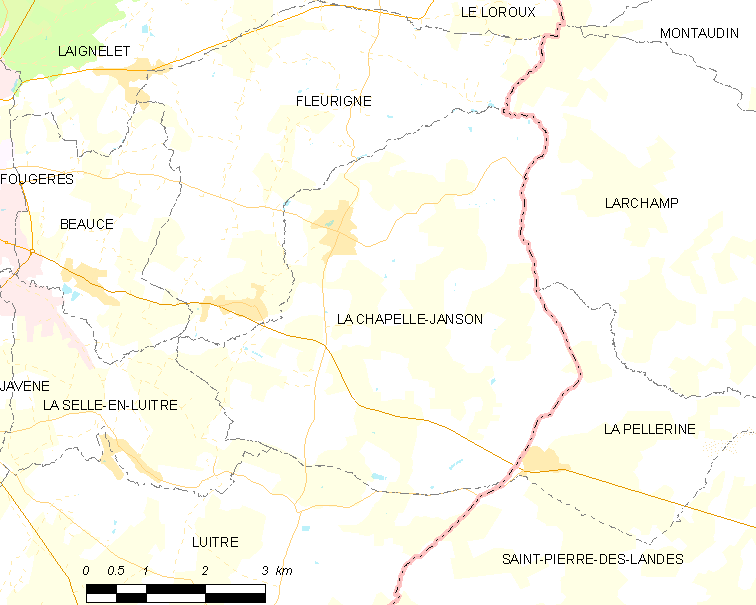
拉沙佩勒让松的OSM定位图

## 行政
拉沙佩勒让松的邮政编码为35133，INSEE市镇编码为35062。

## 政治
拉沙佩勒让松所属的省级选区为富热尔第二县。

## 人口

1962-2008年间拉沙佩勒让松人口变化图示

拉沙佩勒让松于2020年1月1日时的人口数量为1483人。